# Per Frandsen
Pour les articles homonymes, voir Frandsen.
Per Frandsen est un footballeur danois né le 6 février 1970 à Midtbane. Il était milieu de terrain.

## Biographie
Né à Midtbane, Frandsen commença le football avec les clubs locaux BK Skjold et B 93 Copenhague. Il fit ses débuts en seniors avec le club B 1903, débuta avec l'équipe nationale du Danemark des -21 ans en avril 1989. Il fut le troisième meilleur buteur du championnat danois en 1990 et fit logiquement ses débuts en équipe nationale en mai 1990. Il joua trois matchs avec l'équipe nationale sous la direction de Richard Møller Nielsen, puis sa carrière en équipe nationale connut une interruption à partir de septembre 1991. En novembre 1990, il fut vendu au Lille OSC, pour un transfert record pour le club nordiste à l'époque.
Frandsen rejoint un autre international danois, Jakob Friis-Hansen à Lille, et joua quatre ans au club. Dans le même temps, il représenta le Danemark aux Jeux olympiques d'été de 1992, où il joua les trois matchs complets de son équipe avant l'élimination. Quand Lille connut des difficultés financières lors de l'été 1994, Frandsen fit son retour dans son pays au FC Copenhague (FCK). Frandsen exposa son idée de jouer uniquement au Danemark temporairement, et après avoir gagné la coupe du Danemark en 1995 avec le FCK, il fut transféré une fois de plus en août 1996. Il fut vendu au club de Bolton pour 1,75 million de £ (2 millions d'euros). Jouant lors du second tiers de la saison, il fait ses débuts pour le club lors du match nul 1-1 à Port Vale avant d'inscrire son premier but pour Bolton lors du match suivant contre Manchester City.
Il gagna vite une réputation d'un des meilleurs joueurs du championnat anglais, et on aurait pu penser que ce n'était qu'une question de temps avant qu'un des plus grands clubs fasse appel à lui. Au lieu de ça, il aida Bolton à remonter en première division lors de la saison 1996-97. La carrière en équipe nationale de Per repris son cours en novembre 1996, quand il fut rappelé par Bo Johansson, après plus de cinq ans d'absence. Il fut l'un des meilleurs joueurs lors de la première saison de Bolton parmi l'élite du football anglais, qui se termina malgré tout par une nouvelle relégation, mais qui ne l'empêcha pas d'être appelé en équipe nationale pour la Coupe du Monde en 1998. Durant cette Coupe du Monde, il rentra en jeu lors de deux matchs : contre l'Arabie Saoudite lors du 1er match, à la 73e minute et contre le Nigeria en 1/8e de finale, à la 84e minute.
En septembre 1999, Per rejoint les rivaux de Bolton, les Blackburn Rovers contre 1,75 million de £ (2,7 millions d'euros). Cette décision a été prise contre l'avis de son entraîneur, Colin Todd, qui démissionna peu après. Le séjour de Per à Ewood Park pour Blackburn fut loin d'être une réussite. Il ne réussit pas à faire sa place au club et à la fin de la saison, il fit son retour à Bolton contre 1,6 million de £ (2,5 millions d'euros). Lors de sa dernière année à Bolton, le club atteignit la finale de la League Cup en 2004, étant battu 1-2 par Middlesbrough. Per Frandsen est devenu une légende de Bolton, enchaînant de grandes performances avec les Wanderers. Il joua 304 matchs pour le club toutes compétitions confondues, marquant 38 buts. Per quitta les Bolton Wanderers pour rejoindre Wigan Athletic et ce gratuitement en juin 2004, aidant le club à monter en première division. Après avoir fait bonne figure pour ses débuts au club, il se blessa aux ligaments croisés et décida de prendre sa retraite en janvier 2005.
Après sa carrière de joueur, il travailla comment agent de joueurs au Danemark, jusqu'à ce qu'il soit nommé entraîneur adjoint au HB Køge en juin 2009. À la suite du limogeage de Tommy Møller Nielsen à l'automne 2012, il fut promu entraîneur du club, jusqu'en juin 2014, date à laquelle il est embauché comme entraîneur des jeunes de Brøndby IF.
Le 22 juin 2015, il est nommé nouvel entraîneur de l'AB Copenhague. Il fait monter son club en Deuxième Division lors de la saison 2015-2016. Mais sa deuxième saison débute mal et voit son club souffrir dans l'antichambre l'élite, il est limogé en décembre 2016 alors que son club occupe la dernière place du classement.
Depuis le 18 juin 2017, il est l'entraîneur principal de Hvidovre IF en Division 3 danoise.

## Carrière d'entraineur
- sep. 2012 - 2014 :  HB Køge
- 2015 - déc. 2016 :  AB Copenhague
- juil. 2017 - juin 2025 :  Hvidovre IF

## Palmarès

### En club
- Vainqueur de la Coupe du Danemark en 1995 avec le FC Copenhague
- Champion de First Division en 1997 avec les Bolton Wanderers
- Finaliste de la League Cup en 2004 avec les Bolton Wanderers